# Eunostos (Soloi)
Eunostos (altgriechisch Εὔνοστος Eúnostos) war gegen Ende des 4. Jahrhunderts v. Chr. Stadtkönig von Soloi auf Zypern.
Wahrscheinlich war Eunostos ein Sohn seines Vorgängers, des Königs Pasikrates von Soloi, der 321 v. Chr. gemeinsam mit drei weiteren zypriotischen Stadtkönigen – darunter Nikokreon von Salamis – ein Bündnis mit dem späteren ägyptischen Herrscher Ptolemaios I. eingegangen war. Pasikrates’ Sohn Nikokles, der 326 v. Chr. als Trierarch der Indusflotte Alexanders des Großen bezeugt ist, könnte demnach Eunostos’ Bruder gewesen sein.
Unter nicht näher bekannten Umständen und zu einem in der Forschung umstrittenen Zeitpunkt – die Datierungsansätze schwanken zwischen 320 und 295 v. Chr. – wurde Eunostos Gemahl von Eirene, der  Tochter Ptolemaios’ I. und der athenischen Hetäre Thaïs. Christopher Bennett vermutet, dass Ptolemaios I. seine Tochter Eirene etwa zwischen 320 und 315 v. Chr. mit Eunostos vermählt habe, um diesen Dynasten als Nachfolger von dessen vermutlichem Vater Pasikrates weiterhin an die ptolemäischen Interessen zu binden.